# Alfons Kissner
Alfons Kissner (* 3. April 1844 in Hamburg; † 21. August 1928 in Naumburg (Saale). Vollständiger Name: Paul Eduard Alfons Kissner) war ein deutscher Romanist und Anglist.

## Leben und Werk
Kissner studierte in Bonn bei Nikolaus Delius und promovierte 1867 in Marburg mit der Arbeit Chaucer in seinen Beziehungen zur italienischen Literatur (Bonn 1867). Er war dann Bibliothekar der Großfürstin Helene Pawlowna (Charlotte von Württemberg). 1875 wurde er als Privatgelehrter auf die neu eingerichtete Doppelprofessur für Französisch und Englisch der Universität Erlangen berufen, ging 1877 als Nachfolger von Jakob Schipper ebenfalls auf eine Doppelprofessur (Ordinariat) nach Königsberg und 1901 als Nachfolger von Eduard Koschwitz auf eine ordentliche Professur für Romanische Philologie nach Marburg. Er war Übersetzer von Ariost (München 1908/1909, Berlin 1922).
Er war Mitglied der Turnerschaft Markomannia Königsberg (heute: Alte Turnerschaft Eberhardina-Markomannia Tübingen). 1921 wurde Kissner wie seine Vorgänger Stengel und Koschwitz Ehrenmitglied der Wissenschaftlichen Verbindung Rheinfranken, der späteren Marburger Burschenschaft Rheinfranken.
Am 25. August 1877 heiratete er in Berlin die Kaufmannstochter Regina Filehne (* 1851).